# 陆铭
陆铭（1973年3月—），男，汉族，中华人民共和国政治人物。现任上海交通大学中国发展研究院执行院长，民建上海市委副主委。第十四届全国政协委员。